# كانا مي
كانا مي (باليابانية: 里見香奈؛ بالكانا: さとみ かな) هي لاعبة شوغي ‏ يابانية، ولدت في 2 مارس 1992 في إزومو في اليابان.